# Zenson di Piave
Zenson di Piave est une commune italienne d'environ 1 800 habitants située dans la province de Trévise dans la région Vénétie, dans le nord-est de l'Italie.

## Administration
| Période                                  | Période | Identité | Étiquette | Qualité |
| ---------------------------------------- | ------- | -------- | --------- | ------- |
|                                          |         |          |           |         |
| Les données manquantes sont à compléter. |         |          |           |         |

### Communes limitrophes
Fossalta di Piave, Monastier di Treviso, Noventa di Piave, Salgareda, San Biagio di Callalta